# Адена (Огайо)
Адена (англ. Adena) — селище (англ. village) в США, в округах Джефферсон і Гаррісон штату Огайо. Населення — 664 особи (2020).

## Географія
Адена розташована за координатами 40°13′0″ пн. ш. 80°52′34″ зх. д. / 40.21667° пн. ш. 80.87611° зх. д. (40.216663, -80.876210).  За даними Бюро перепису населення США в 2010 році селище мало площу 1,39 км², уся площа — суходіл.

## Демографія
Згідно з переписом 2010 року, у селищі мешкало 759 осіб у 319 домогосподарствах у складі 220 родин. Густота населення становила 546 осіб/км².  Було 359 помешкань (258/км²).
Расовий склад населення:
| - 97,9 % — білих - 0,3 % — чорних або афроамериканців - 0,1 % — вихідців з тихоокеанських островів |

До двох чи більше рас належало 1,7 %. Частка іспаномовних становила 0,4 % від усіх жителів.
За віковим діапазоном населення розподілялося таким чином: 21,6 % — особи молодші 18 років, 58,6 % — особи у віці 18—64 років, 19,8 % — особи у віці 65 років та старші. Медіана віку мешканця становила 43,9 року. На 100 осіб жіночої статі у селищі припадало 91,7 чоловіків;  на 100 жінок у віці від 18 років та старших — 91,3 чоловіків також старших 18 років.
Середній дохід на одне домашнє господарство  становив 40 992 долари США (медіана — 36 818), а середній дохід на одну сім'ю — 50 796 доларів (медіана — 43 984). Медіана доходів становила 33 750 доларів для чоловіків та 19 135 доларів для жінок. За межею бідності перебувало 18,3 % осіб, у тому числі 24,6 % дітей у віці до 18 років та 8,4 % осіб у віці 65 років та старших.
Цивільне працевлаштоване населення становило 320 осіб. Основні галузі зайнятості: освіта, охорона здоров'я та соціальна допомога — 29,4 %, роздрібна торгівля — 17,8 %, мистецтво, розваги та відпочинок — 12,5 %, будівництво — 8,4 %.